# Brianza

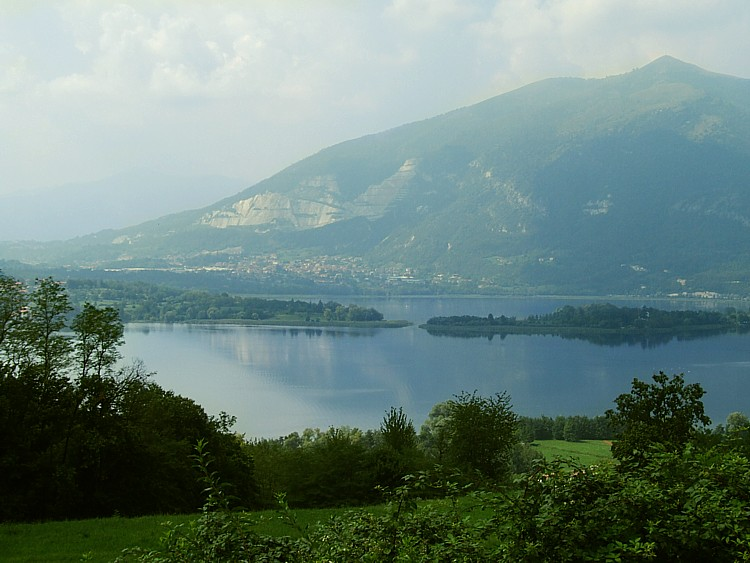
Meer van Annone

De Brianza is een streek in Italië en ligt in de regio Lombardije. In het oosten wordt de streek afgebakend door de rivier de Adda en in het westen door de rivier de Seveso. Van noord naar zuid strekt de Brianza zich uit van de Triangolo Lariano, het berggebied tussen de twee takken van het Comomeer, tot de Povlakte bij de stad Monza.
Het gebied bedekt delen van vier provincies: Como, Lecco, Monza e Brianza en Milaan. De belangrijkste steden van de Brianza zijn Monza, Cantù, Erba en Merate. In de streek liggen vier meren met een aanzienlijke afmeting: het Meer van Garlate, Meer van Alsério, Meer van Pusiano en Meer van Annone. De naam is waarschijnlijk afgeleid van het keltische brig dat heuvel of hoogte betekent.
Brianza is een streek waar veel belangrijke meubelfabrikanten zijn gevestigd en designers wonen en werken.